# سفارة فنلندا في المجر
سفارة فنلندا في المجر هي أرفع تمثيل دبلوماسي لدولة فنلندا لدى المجر. تقع السفارة في Újbuda ‏ وهي تهدف لتعزيز المصالح الفنلندية في المجر.

## وصلات خارجية
- الموقع الرسمي
- قائمة سفارات فنلندا
- قائمة السفارات في المجر